# West Rail Line
West Rail Line (chiń. 西鐵綫) – zelektryfikowana linia systemu MTR w Hongkongu. Linia zaczyna się na stacji Hung Hom w dzielnicy Yau Tsim Mong, a kończy na stacji Tuen Mun w dzielnicy o tej samej nazwie. Linia ma długość 37 km i 12 stacji.

## Historia
Rząd Hongkongu zaobserwował coraz większy wzrost w komunikacji pomiędzy Nowymi Terytoriami, w szczególności północno-zachodnią częścią a centrum miasta. W styczniu 1995 roku rząd zaproponował firmie Kowloon-Canton Railway Corporation (KCRC), aby przedstawiła propozycję, wykonanie oraz eksploatację nowej linii. W listopadzie 1995 roku KCRC przedstawiło plan wykonania nowej linii, a już dwanaście miesięcy później rząd zaakceptował jej wykonanie. Nowa linia łącząca Nowe Terytoria z centrum Hongkongu została otwarta 20 grudnia 2003 roku. 16 sierpnia 2009 roku oddano do użytku Kowloon Southern Link, od Nam Cheong do East Tsim Sha Tsui. Części pomiędzy East Tsim Sha Tsui a Hung Hom została przetransferowana z East Rail Line do West Rail Line i obie linie obecnie mają tutaj koniec swojej trasy. 

## Przebieg
Linia przebiega głównie pod ziemią w dzielnicy Koulun, na powierzchni biegnie od stacji Nam Cheong. Od stacji Kam Sheung Road do końca linia biegnie na estakadzie. West Rail Line przecina się z 4 liniami systemu MTR: East Rail Line, Tsuen Wan Line, Tung Chung Line oraz Light Rail. Stacja Hung Hom jest stacją przesiadkową i końcową z linią East Rail Line. Dwie stacje tej linii, East Tsim Sha Tsui i Mei Foo są stacjami przesiadkowymi z linią Tsuen Wan Line. Nam Cheong jest stacją przesiadkową z Tung Chung Line. West Rail Line posiada cztery stacje przesiadkowe w Light Rail - Yuen Long, Tin Shui Wai, Siu Hong oraz stacja końcowa linii Tuen Mun.
W trakcie budowy jest przedłużenie West Rail Line od stacji Hung Hom, przez wschodni Koulun do stacji Tai Wai (Ma On Shan Line). Po ukończeniu Sha Tin to Central Link (SCL), faza I w 2018 roku, pasażerowie będą mogli podróżować od stacji Tuen Mun do Wu Kai Sha bez zmiany pociągu. Innym pomysłem rozbudowy sieci MTR, który związany jest z West Rail Line jest Northern Link, który połączyć może linię z East Rail Line. Odcinek ten zapewniałby także połączenie z punktem na przejściu granicznym z ChRL dla pasażerów z Nowych Terytoriów.